# 卢汉圣母圣殿
卢汉圣母圣殿（西班牙語：Basílica de Nuestra Señora de Luján）是一座罗马天主教宗座圣殿，位于阿根廷布宜諾斯艾利斯省卢汉。卢汉圣母圣殿位新哥特式建筑风格，供奉阿根廷的主保圣人卢汉圣母。
许多人误将该堂认作主教座堂。其实，天主教梅塞德斯-卢汉总教区的主教座堂设在毗邻城市梅塞德斯的仁慈圣母圣殿主教座堂。